# Lionheart (film 2018)
Lionheart è un film del 2018 diretto da Genevieve Nnaji. 
Prodotto da Chinny Onwugbenu, è il primo film nigeriano originale ad essere acquistato da Netflix.

## Trama
Adaeze Obiagu deve affrontare una vera sfida quando suo padre, Ernest, non è più in grado di gestire l'azienda a causa di problemi di salute. Il padre lascia la compagnia nelle mani di Chief Godswill; ed entrambi devono combattere per salvare la compagnia da un debito enorme oppure perderla a favore di Igwe Pascal.

## Produzione
Questo film è stato prodotto da Chinny Onwugbenu per l'MPM Premium in associazione con The Entertainment Network e interpretato da Pete Edochie, Genevieve Nnaji, Nkem Owoh. Fu acquisito da Netflix il 7 settembre 2018. È stato presentato in anteprima al Toronto International Film Festival 2018 in Canada. Il film è stato il debutto alla regia di Nnaji così come il debutto come attore di Peter Okoye (ex P-Square). Netflix ha acquisito i diritti di distribuzione mondiale del film il 7 settembre 2018, un giorno prima della sua anteprima al Toronto International Film Festival 2018.